# Nationaal Rapporteur Mensenhandel en Seksueel Geweld tegen Kinderen

Logo van de Nationaal Rapporteur Mensenhandel en Seksueel Geweld tegen Kinderen.

De Nationaal Rapporteur Mensenhandel en Seksueel Geweld tegen Kinderen onderzoekt in opdracht van de Nederlandse regering de aard en omvang van mensenhandel en seksueel geweld tegen kinderen in Nederland. De Nationaal Rapporteur rapporteert sinds 2000 over de aanpak van mensenhandel, sinds 2011 ook over de aanpak van seksueel geweld tegen kinderen. De Nationaal Rapporteur is onafhankelijk in haar oordeel. Haar taak is het adviseren van de regering over de aanpak van deze onderwerpen. Dit advies wordt - veelal in de vorm van aanbevelingen - opgeschreven in rapporten.

## Geschiedenis
Het feit dat Nederland een Nationaal Rapporteur kent over het onderwerp mensenhandel volgt uit The Hague ministerial declaration on European guidelines for effective measures to prevent and combat trafficking in women for the purpose of sexual exploitation of kortweg de Haagse Verklaring van de Europese Unie uit 1997 waarin werd aanbevolen om over te gaan tot aanstelling van nationale rapporteurs. In 2000 werd mevrouw mr. Anna Korvinus benoemd als eerste Nationaal Rapporteur Mensenhandel. In 2006 werd zij opgevolgd door mr. Corinne Dettmeijer. Sinds 1 februari 2018 is Herman Bolhaar de Nationaal Rapporteur Mensenhandel en Seksueel Geweld tegen Kinderen.
In 2009 kreeg Nationaal Rapporteur Mensenhandel als taakuitbreiding het onderwerp kinderpornografie. Hierover bracht de Nationaal Rapporteur in 2011 haar eerste rapportage uit. In die rapportage deed zij onder meer de aanbeveling om een rapporteurschap in te stellen voor het gehele terrein van seksueel geweld tegen kinderen. Met de toevoeging van het rapporteurschap op het gebied van seksueel geweld tegen kinderen is de officiële naam veranderd naar Nationaal Rapporteur Mensenhandel en Seksueel Geweld tegen Kinderen.

## Rapportages en onderzoeken
De rapportages en publicaties bevatten naast aanbevelingen om de aanpak van mensenhandel en seksueel geweld tegen kinderen te verbeteren ook informatie over relevante wet- en regelgeving, preventie, opsporing en vervolging van daders en hulpverlening aan slachtoffers.
De Nationaal Rapporteur en haar medewerkers onderhouden contact met en verzamelen informatie bij personen, organisaties en autoriteiten betrokken bij de preventie en bestrijding van mensenhandel en seksueel geweld tegen kinderen en bij de hulpverlening aan slachtoffers. Om informatie te verzamelen hebben de Nationaal Rapporteur en haar Bureau toegang tot dossiers van de politie en openbaar ministerie. Omdat mensenhandel en seksueel geweld tegen kinderen dikwijls internationale grensoverschrijdende elementen hebben, onderhoudt het Bureau ook veel contacten met buitenlandse en internationale organisaties.
In juni 2018 publiceerde Herman Bolhaar als Nationaal Rapporteur Mensenhandel en Seksueel Geweld tegen Kinderen samen met het Centraal Bureau voor de Statistiek het rapport Slachtoffermonitor seksueel geweld tegen kinderen. Uit dit rapport bleek onder andere dat 85% van de meisjes die in de gesloten jeugdhulp verblijven hulp voor seksueel geweld ontvangt.

## Mensenhandel
In Nederland verstaat men onder mensenhandel het werven, vervoeren, overbrengen, opnemen of huisvesten van een persoon, met gebruik van dwang (in brede zin) en met het doel die persoon uit te buiten. De (beoogde) uitbuiting is de kern van mensenhandel. Uitbuiting kan zich in de seksindustrie afspelen, bijvoorbeeld wanneer iemand onvrijwillig voor iemand anders in de prostitutie werkt, maar ook in andere economische sectoren. Het gaat dan om zulke slechte arbeidsvoorwaarden en -omstandigheden, dat hierdoor mensenrechten in het geding zijn. Ook strafbaar als mensenhandel is het met dwang werven, vervoeren etc. van een ander met als doel organen uit het lichaam van die ander te verwijderen.

## Seksueel Geweld tegen Kinderen
Er bestaan veel verschillende definities van seksueel geweld tegen kinderen. De Nationaal Rapporteur hanteert een brede definitie, omvattende alle zedendelicten binnen het Wetboek van Strafrecht die van toepassing (kunnen) zijn op minderjarige slachtoffers. Het kan bijvoorbeeld gaan om kinderpornografie, verkrachting, aanranding, ontucht, jeugdprostitutie, verleiding of grooming. Wat deze zedendelicten gemeen hebben is dat het gaat om strafbaar seksueel gedrag gericht tegen minderjarigen.